# شهرستان کریچو
شهرستان کریچو (به لاتین: Kericho County) یک منطقهٔ مسکونی در کنیا است. شهرستان کریچو ۲٬۴۵۴٫۵ کیلومترمربع مساحت و ۷۵۲٬۳۹۶ نفر جمعیت دارد.